# Wyższe Seminarium Duchowne w Sandomierzu
Wyższe Seminarium Duchowne w Sandomierzu – seminarium duchowne diecezji sandomierskiej Kościoła rzymskokatolickiego.

## Historia
Diecezja krakowska.
W 1639 roku ks. Mikołaj Leopoldowicz proboszcz parafii św. Piotra w Sandomierzu, utworzył Seminarium Duchowne przeznaczone dla kształcenia kapłanów dla archidiakonatu sandomierskiego, a było ono jednym z sześciu seminariów w diecezji krakowskiej. Ks. Mikołaj Leopoldowicz kierował tym seminarium, a opiekę powierzył Jezuitom. Po jego śmierci w 1639 roku, seminarium przeszło w wyłączny zarząd Jezuitów i właściwie działało do 1717 roku, gdy przeniesiona została parafia z Jezuickiego kościoła pw. św. Piotra do kolegiaty sandomierskiej i od tego czasu zmniejszała się liczba alumnów. W 1773 roku po kasacie zakonu Jezuitów, alumni zostali przeniesieni do domu księży emerytów, na utrzymaniu z funduszu kapitulnego. W 1783 roku po zlikwidowaniu majątku seminaryjnego alumni zostali przeniesieni do seminarium w Kielcach.
Diecezja sandomierska.
30 czerwca 1818 roku bullą „Ex imposita Nobis” papież Pius VII powołał do istnienia diecezję sandomierską. Przy diecezji 7 listopada 1820 roku powstało Wyższe Seminarium Duchowne. Z braku odpowiednich lokali umieszczono je tymczasowo w Domu Księży Emerytów, obok dzwonnicy katedralnej.
W 1903 roku rząd rosyjski zlikwidował klasztor benedyktynek przy ulicy Gołębickiej (obecnie Żeromskiego), a budynki klasztorne miał zamiar przeznaczyć dla urzędów powiatowych. Wówczas Biskup Aleksander Zwierowicz zwrócił się z prośbą o oddanie poklasztornych budynków dla Seminarium, a na cele rządowe zaproponował przekazanie dotychczasowego budynku seminaryjnego. Rząd zgodził się i w 1904 roku Seminarium Duchowne przeniosło się w obecne miejsce.
W latach 1998–1999 gmach Wyższego Seminarium Duchownego poddano gruntownemu remontowi, by w czasie wizyty papieża Jana Pawła II w Sandomierzu 12 czerwca 1999 r. godnie przyjąć zaproszonych gości.
1 stycznia 2007 roku dekretem biskupa Andrzeja Dzięgi połączono zbiory Biblioteki Wyższego Seminarium Duchownego, Biblioteki i Archiwum Kapituły Katedralnej oraz Archiwum Diecezjalnego tworząc Bibliotekę Diecezjalną.

## Rektorzy
1820–1827. ks. Jan Nepomucen Ratyński.
1827–1830. ks. Józef Czekajowicz.
1830–1831. bp Klemens Bąkiewicz.
1831–1835. ks. Kazimierz Stokowski.
1835–1836. ks. Atanazy Pętkowski.
1836–1838. ks. Karol Teliga.
1838–1846. ks. Jakub Gierasiński.
1846–1852. ks. Tomasz Markowski.
1852–1855. ks. Jakub Gierasiński.
1855–1864. ks. Antoni Misiórski.
1864–1866. ks. Konstanty Foltański.
1866–1874. ks. Jan Krupiński.
1875–1877. ks. Paweł Słabowski.
1878–1895. ks. Józef Kijanka.
1895–1907. ks. Marian Józef Ryx.
1907–1918. ks. Paweł Franciszek Kubicki.
1918–1956. ks. Adam Szymański.
1956–1973. ks. Władysław Krawczyk.
1976–1987. ks. Marian Zimałek.
1987–2004. ks. Kazimierz Skawiński.
2004–2016. ks. Jan Biedroń.
2016–2023. ks. Rafał Kułaga
2023 – nadal ks. Michał Powęska.